# Граммар-наци

Эмблема Grammar Nazi

Гра́ммар-на́ци (англ. grammar Nazi, от grammar — грамматика и нем. Nazi — нацист) — интернет-мем, ироническое название и самоназвание интернет-сообществ, отличающихся крайне педантичным отношением к вопросам грамотности. Их участники иногда используют эмблемы, содержащие заглавную латинскую букву «G», пародирующую флаг нацистской Германии.
Эмблема имеет признаки подражания запрещённой в России нацистской символике, что несколько раз вызывало реакцию правоохранительных органов.
Лингвист М. А. Кронгауз даёт следующее определение явления граммар-наци:

Наиболее радикальные борцы за грамотность — это люди, которые, пренебрегая интересами коммуникации, обсуждают не заявленную тему, а ошибки в письменной речи собеседника. Для них характерно прежде всего желание исправлять речь собеседника, а не разговаривать с ним. Именно таких людей и стали называть по-английски grammar nazi — «грамматический нацист». Позднее это название было заимствовано русским языком и записывается либо латиницей, либо русскими буквами как граммар-наци.

## История термина
Выражение возникло в начале 1990-х годов в английском языке в ряду таких образований, как feminazi («феминаци»), gym Nazi (наци от спортзала), stroller Nazi (наци с колясками), breastfeeding Nazi (наци от грудного вскармливания) и т. п.; стало интернациональным интернет-мемом, в русский язык проникло в конце XX века.